# Erich Kleinschuster
Erich Kleinschuster   (Graz, 23 de gener de 1930 - 12 de setembre de 2018) Va ser un dels músics austríacs de jazz més importants del jazz modern (trombó de jazz), compositor i professor universitari.
Kleinschuster inicialment va estudiar dret i música al conservatori (trombó i piano). Va començar la seva carrera com a trombonista a la "Small Dance Orchestra" de Radio Graz i al "Fridl Althaller Combo". Després de participar al "Newport Jazz Festival" com a membre de l'"International Youth Band"" el 1958, el doctor en dret va decidir convertir-se en músic professional. Als anys seixanta va tocar a l'Orquestra de Johannes Fehring, a l'Euro Jazz Orchestra de Friedrich Gulda i a la Big Band de Kenny Clarke/Francy Boland. El 1966 va fundar el seu sextet (inicialment amb Art Farmer, Fritz Pauer, Jimmy Woode i Erich Bachträgl, entre d'altres), però també va gravar amb Joe Henderson, Carmell Jones, Clifford Jordan i Jimmy Heath. Entre 1971 i 1981 va ser el director de producció de música lleugera ORF i, fins a la seva dissolució el 1982, va dirigir la gran banda ORF que va fundar amb Johannes Fehring. A més, el "trombó literari" (de manera que el seu amic André Heller sobre ell) també va interpretar a Peter Herbolzheimer Rhythm Combination & Brass. El 1972 fou membre de la Banda de Jazz de Concert George Gruntz. També el 1972 i el 1976 va dirigir l'orquestra del Gran Premi Eurovisió acompanyant els intèrprets Waterloo & Robinson en la seva actuació.
Kleinschuster va fundar el "Jazz Institute" al Conservatori de Viena el 1969. Des de 1976 va ocupar un lloc docent de trombó de jazz a la Universitat de Música i Arts Escèniques Graz, des del semestre d'hivern de 1981 va ser professor extraordinari per a improvisació, des de 1983 per a trombó. El 1985 va ser nomenat professor titular. Com a tal, es va retirar el 30 de setembre de 1998. Els seus estudiants van incloure Wolfgang Muthspiel, Bertl Mütter i Andreas Mittermayer. A partir del 1998 va organitzar Graz-Sommer Jazz".
A més de nombroses produccions de ràdio, televisió i CD/LP, les obres d'Erich Kleinschuster també inclouen tres obres de jazz que va compondre (Oberwarter Messe 1970, St. Gerolder Messe 1972, Neuberger Messe 1989) i Symphony for a Lady, Intensity, Rush and Love, Moecish Anecdotes (1980) i A Farewell to Orwell (1984).
Erich Kleinschuster va morir el 12 de setembre de 2018 a l'edat de 88 anys.

## Premis
- 2012: Premi d'Art austríac per a la música.